# Obra Romana de Peregrinaciones
La Obra Romana de Peregrinaciones u ORP (Opera Romana Pellegrinaggi en italiano) es una institución del Vicariato de Roma, órgano de la Santa Sede, que depende del cardenal vicario del Papa cuya misión es promover y organizar peregrinaciones a los principales lugares de la cristiandad como Lourdes, Fátima, Santiago de Compostela, la Tierra Santa u otros destinos, además de la propia ciudad de Roma.
Fue fundada en el año 1933 y en la actualidad mantiene un acuerdo con la compañía aérea italiana Mistral Air.